# Liste du patrimoine mondial en France
Pour le patrimoine culturel immatériel, voir Liste du patrimoine culturel immatériel de l'humanité en France.

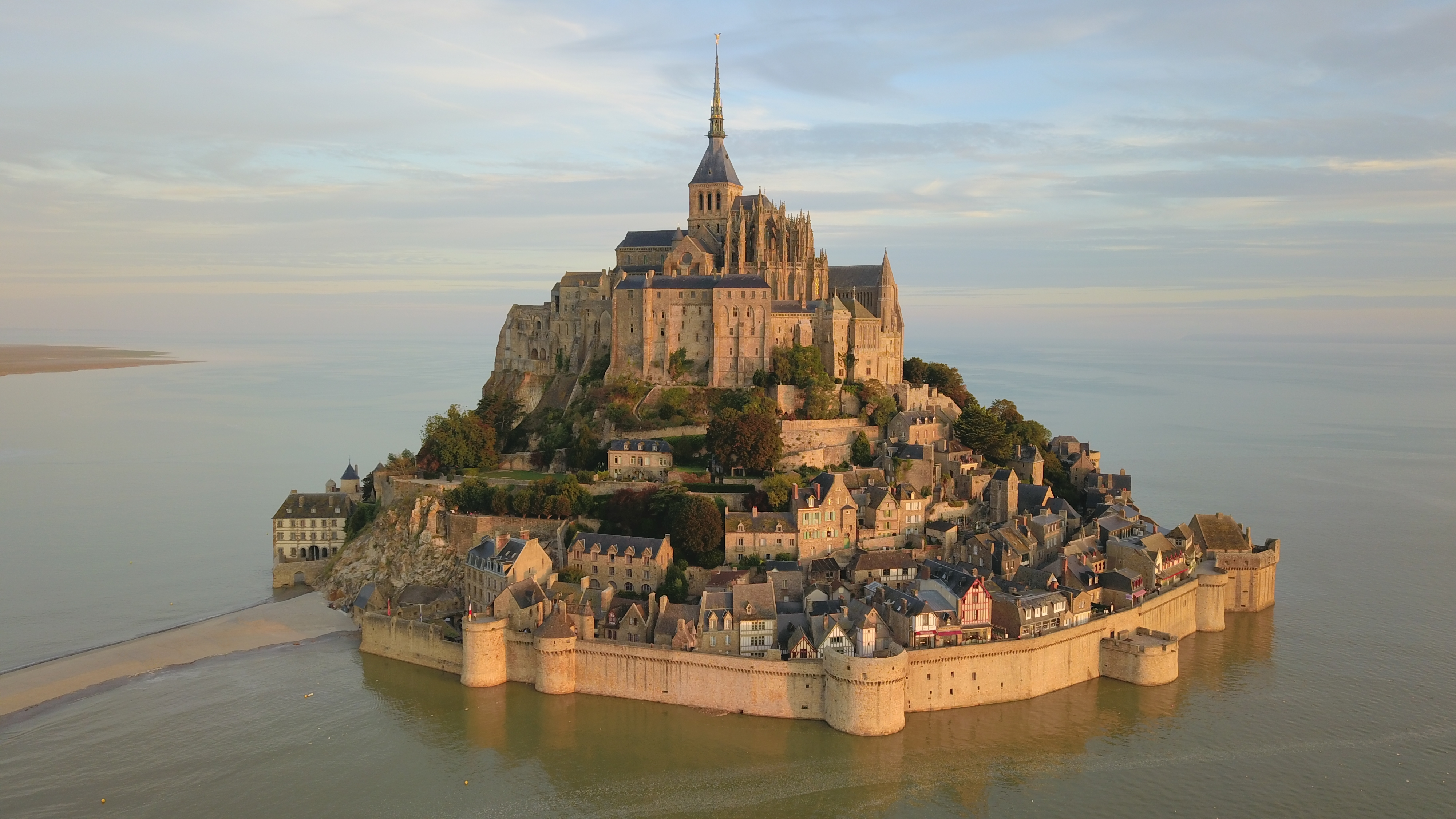
Le Mont Saint-Michel et sa baie, l'un des cinq premiers biens français inscrits sur la liste par l'UNESCO, en 1979.

Cet article recense les biens inscrits au patrimoine mondial en France.

## Statistiques
La France a ratifié la Convention pour la protection du patrimoine mondial, culturel et naturel le 27 juin 1975. Les quatre premiers biens protégés sont inscrits en 1979 lors de la 3e session du Comité du patrimoine mondial.
En 2025, la France compte 54 biens inscrits au patrimoine mondial, dont 45 culturels, 7 naturels et 2 mixtes.
Certains biens occupent des lieux multiples, comme les 108 sites distincts du bassin minier du Nord-Pas-de-Calais ; certains sites peuvent faire l'objet d'une inscription sur plusieurs biens (la basilique de Vézelay, par exemple, est inscrite sur le bien de la « basilique et colline de Vézelay » et sur celui des chemins de Saint-Jacques-de-Compostelle en France). Au total, la France possède ainsi 323 sites inscrits au patrimoine mondial. En termes de répartition spatiale, 48 biens sont situés en France métropolitaine, et 6 dans les régions et territoires d'outre-mer (La Réunion, Martinique, Nouvelle Calédonie, Polynésie française, TAAF). En France métropolitaine, les régions du sud et de l'est concentrent la majorité des sites, avec seulement 1 bien partagé en Pays de la Loire, 3 biens (dont 2 partagés) en Bretagne, 4 biens (dont 3 partagés) en Normandie, 4 biens (dont 2 partagés) en Centre-Val-de-Loire, 6 biens (dont 4 partagés) dans les Hauts-de-France, tandis que les autres régions (hors Corse) ont au moins 4 biens propres et peuvent atteindre 10 biens au total. Par ailleurs, 6 biens sont partagés avec d'autres pays européen et 1 avec des pays européens, américains et asiatiques.
En 2025, le pays a également inscrit 32 biens sur sa liste indicative : 21 culturels, 5 naturels et 6 mixtes. Là encore, ces biens peuvent concerner plusieurs lieux distincts, conduisant à plus de 100 sites.
| \| Taputapuātea Te Henua Enata Montagne Pelée et pitons La Réunion Terres et mers australes Lagons de Nouvelle-Calédonie \| Carte des lieux inscrits au patrimoine mondial. |
| Taputapuātea Te Henua Enata Montagne Pelée et pitons La Réunion Terres et mers australes Lagons de Nouvelle-Calédonie                                                       |

| Région                     | Total | Biens exclusifs | Biens partagés en France | Biens transnationaux | Liste indicative |
| -------------------------- | ----- | --------------- | ------------------------ | -------------------- | ---------------- |
| Auvergne-Rhône-Alpes       | 7     | 3               | 1                        | 3                    | 4                |
| Bourgogne-Franche-Comté    | 9     | 4               | 2                        | 3                    | 1                |
| Bretagne                   | 3     | 1               | 2                        | -                    | 2                |
| Centre-Val de Loire        | 4     | 2               | 2                        | -                    | -                |
| Corse                      | 1     | 1               | -                        | -                    | 1                |
| Grand-Est                  | 9     | 4               | 2                        | 3                    | 2                |
| Hauts-de-France            | 6     | 2               | 2                        | 2                    | 1                |
| Île-de-France              | 6     | 4               | 1                        | 2                    | 6                |
| Normandie                  | 4     | 1               | 3                        | -                    | 2                |
| Nouvelle-Aquitaine         | 8     | 5               | 2                        | 1                    | 2                |
| Occitanie                  | 10    | 6               | 2                        | 2                    | 7                |
| Pays de la Loire           | 1     | -               | 1                        | -                    | 1                |
| Provence-Alpes-Côte d'Azur | 8     | 4               | 2                        | 2                    | 8                |
| Outre-mer                  | 6     | 6               | -                        | -                    | -                |

## Listes

### Patrimoine mondial
Les biens suivants, situés en France, sont inscrits au patrimoine mondial par l'UNESCO.
Cette liste est à jour à l'issue de la 47e session du Comité du patrimoine mondial qui s'est tenu du 6 au 16 juillet 2025 à Paris, en France.
Par défaut, les biens sont classés dans ce tableau par ordre alphabétique de leur dénomination officielle retenue par l'UNESCO (colonne 2 intitulée « Bien »).
| Id.  | Bien | Région | Année d'inscription et des modifications majeures                       | Superficie (ha)            | Type, Critères et notes | Coordonnées                                                                                        | Illus. |
| ---- | --- | --- | ----------------------------------------------------------------------- | -------------------------- | --- | -------------------------------------------------------------------------------------------------- | ------ |
| 230  | Abbatiale de Saint-Savin sur Gartempe                                                                     | Nouvelle-Aquitaine | 1983                                                                    | 1,61                       | - Culturel, (i), (iii) - Modifications mineures : 2007, 2015, 2024 | 46° 33′ 53″ nord, 0° 51′ 58″ est                                                                   |        |
| 165  | Abbaye cistercienne de Fontenay                                                                           | Bourgogne-Franche-Comté | 1981                                                                    | 5,77                       | - Culturel, (iv) - Modifications mineures : 2007 | 47° 38′ 22″ nord, 4° 23′ 21″ est                                                                   |        |
| 164  | Arles, monuments romains et romans                                                                        | Provence-Alpes-Côte d'Azur | 1981                                                                    | 65                         | - Culturel, (ii), (iv) - Modifications mineures : 2025 | 43° 40′ 39″ nord, 4° 37′ 51″ est                                                                   |        |
| 84   | Basilique et colline de Vézelay                                                                           | Bourgogne-Franche-Comté | 1979                                                                    | 183                        | - Culturel, (i), (vi) - 2 sites - Modifications mineures : 2007 | 47° 27′ 59″ nord, 3° 44′ 54″ est                                                                   |        |
| 1360 | Bassin minier du Nord-Pas-de-Calais                                                                       | Hauts-de-France | 2012                                                                    | 3 943                      | - Culturel, (ii), (iv), (vi) - 108 sites | 50° 27′ 45″ nord, 3° 32′ 46″ est                                                                   |        |
| 943  | Beffrois de Belgique et de France                                                                         | Hauts-de-France | 1999 (Les Beffrois de Flandre et de Wallonie), 2005                     |                            | - Culturel, (ii), (iv) - Bien transfrontalier partagé avec la Belgique. - 56 Sites : 33 belges et 23 français | 50° 10′ 28″ nord, 3° 13′ 53″ est                                                                   |        |
| 1256 | Bordeaux, Port de la Lune                                                                                 | Nouvelle-Aquitaine | 2007                                                                    | 1 731                      | - Culturel, (ii), (iv) | 44° 50′ 20″ nord, 0° 34′ 20″ ouest                                                                 |        |
| 770  | Canal du Midi                                                                                             | Occitanie | 1996                                                                    | 2 007                      | - Culturel, (i), (ii), (iv), (vi) | 43° 36′ 41″ nord, 1° 24′ 59″ est                                                                   |        |
| 162  | Cathédrale d'Amiens                                                                                       | Hauts-de-France | 1981                                                                    | 1,54                       | - Culturel, (i), (ii), (iv) - Modifications mineures : 2013 | 49° 53′ 40″ nord, 2° 18′ 07″ est                                                                   |        |
| 635  | Cathédrale de Bourges                                                                                     | Centre-Val de Loire | 1992                                                                    | 0,85                       | - Culturel, (i), (iv) - Modifications mineures : 2013 | 47° 04′ 56″ nord, 2° 23′ 54″ est                                                                   |        |
| 81   | Cathédrale de Chartres                                                                                    | Centre-Val de Loire | 1979                                                                    | 1,06                       | - Culturel, (i), (ii), (iv) - Modifications mineures : 2009 | 48° 26′ 51″ nord, 1° 29′ 14″ est                                                                   |        |
| 601  | Cathédrale Notre-Dame, ancienne abbaye Saint-Rémi et palais du Tau, Reims                                 | Grand Est | 1991                                                                    | 4,16                       | - Culturel, (i), (ii), (vi) - 2 sites | 49° 15′ 12″ nord, 4° 01′ 58″ est                                                                   |        |
| 228  | Centre historique d'Avignon : Palais des papes, ensemble épiscopal et Pont d'Avignon                      | Provence-Alpes-Côte d'Azur | 1995                                                                    | 8,2                        | - Culturel, (i), (ii), (iv) | 43° 57′ 10″ nord, 4° 48′ 22″ est                                                                   |        |
| 868  | Chemins de Saint-Jacques-de-Compostelle en France                                                         | Auvergne-Rhône-Alpes, Bourgogne-Franche-Comté, Centre-Val de Loire, Grand Est, Hauts-de-France, Île-de-France, Normandie, Nouvelle-Aquitaine, Occitanie et Provence-Alpes-Côte d'Azur | 1998                                                                    | 101,4226                   | - Culturel, (ii), (iv), (vi) - 78 sites : 71 monuments et 7 tronçons de chemin. - Modifications mineures : 2025 | 45° 11′ 03″ nord, 0° 43′ 22″ est                                                                   |        |
| 1337 | Cité épiscopale d'Albi                                                                                    | Occitanie | 2010                                                                    | 19                         | - Culturel, (iv), (v) | 43° 55′ 42″ nord, 2° 08′ 33″ est                                                                   |        |
| 1465 | Coteaux, maisons et caves de Champagne                                                                    | Grand Est | 2015                                                                    | 1 101,72                   | - Culturel, (iii), (iv), (vi) - 14 sites | 49° 08′ 31″ nord, 4° 08′ 53″ est                                                                   |        |
| 203  | De la grande saline de Salins-les-Bains à la saline royale d'Arc-et-Senans, la production du sel ignigène | Bourgogne-Franche-Comté | 1982 (saline royale d'Arc-et-Senans), 2009 (saline de Salins-les-Bains) | 10,48                      | - Culturel, (i), (ii), (iv) - 2 sites | 46° 56′ 15″ nord, 5° 52′ 35″ est                                                                   |        |
| 1133 | Forêts primaires de hêtres des Carpates et d'autres régions d'Europe                                      | Grand Est, Occitanie, Provence-Alpes-Côte-d'Azur | 2007 (Forêts primaires de hêtres des Carpates), 2011, 2017, 2021        | 99 947,81 (France : 930,2) | - Naturel, (ix) - Bien transfrontalier avec 17 pays d'Europe - 93 sites dont 3 sites en France : Chapitre, Grand Ventron, Massane. - Modifications mineures : 2023                                                                                      | 44° 37′ 49″ nord, 5° 59′ 28″ est 47° 57′ 34″ nord, 6° 55′ 32″ est 42° 28′ 41″ nord, 3° 01′ 26″ est |        |
| 1283 | Fortifications de Vauban                                                                                  | Bourgogne-Franche-Comté, Bretagne, Grand Est, Hauts-de-France, Normandie, Nouvelle-Aquitaine, Occitanie et Provence-Alpes-Côte d'Azur                                                 | 2008                                                                    | 1 153,16                   | - Culturel, (i), (ii), (iv) - 12 sites | 50° 16′ 57″ nord, 2° 45′ 32″ est                                                                   |        |
| 258  | Golfe de Porto : calanche de Piana, golfe de Girolata, réserve de Scandola                                | Corse | 1983                                                                    | 11 800                     | - Naturel, (vii), (viii), (x) | 42° 19′ 31″ nord, 8° 37′ 44″ est                                                                   |        |
| 1426 | Grotte ornée du Pont d'Arc, dite grotte Chauvet-Pont d'Arc, Ardèche                                       | Auvergne-Rhône-Alpes | 2014                                                                    | 9                          | - Culturel, (i), (iii) | 44° 23′ 15″ nord, 4° 24′ 51″ est                                                                   |        |
| 1434 | Haut lieu tectonique Chaîne des Puys - faille de Limagne                                                  | Auvergne-Rhône-Alpes | 2018                                                                    | 24 223                     | - Naturel, (viii) | 45° 46′ 19″ nord, 2° 57′ 58″ est                                                                   |        |
| 932  | Juridiction de Saint-Émilion                                                                              | Nouvelle-Aquitaine | 1999                                                                    | 7 847                      | - Culturel, (iii), (iv) | 44° 53′ 41″ nord, 0° 09′ 19″ ouest                                                                 |        |
| 1115 | Lagons de Nouvelle-Calédonie : diversité récifale et écosystèmes associés                                 | Nouvelle-Calédonie | 2008                                                                    | 1 574 300                  | - Naturel, (vii), (ix), (x) - 6 sites | 20° 24′ 43″ sud, 164° 33′ 59″ est                                                                  |        |
| 1569 | La Maison Carrée de Nîmes                                                                                 | Occitanie | 2023                                                                    | 0,0474                     | - Culturel, (iv) | 43° 30′ 06″ nord, 4° 21′ 32″ est                                                                   |        |
| 1181 | Le Havre, la ville reconstruite par Auguste Perret                                                        | Normandie | 2005                                                                    | 133                        | - Culturel, (ii), (iv) | 49° 29′ 34″ nord, 0° 06′ 27″ est                                                                   |        |
| 1625 | Le phare de Cordouan                                                                                      | Nouvelle-Aquitaine | 2021                                                                    | 23 582                     | - Culturel, (i), (iv) | 45° 35′ 10″ nord, 1° 10′ 23″ ouest                                                                 |        |
| 1153 | Les Causses et les Cévennes, paysage culturel de l'agro-pastoralisme méditerranéen                        | Occitanie | 2011                                                                    | 302 319                    | - Culturel, (iii), (v) | 44° 13′ 13″ nord, 3° 28′ 23″ est                                                                   |        |
| 1425 | Les climats du vignoble de Bourgogne                                                                      | Bourgogne-Franche-Comté | 2015                                                                    | 13 219                     | - Culturel, (iii), (v) - 2 sites (Beaune & vignobles, Dijon) | 47° 10′ 01″ nord, 4° 57′ 00″ est                                                                   |        |
| 1613 | Les grandes villes d'eaux d'Europe                                                                        | Auvergne-Rhône-Alpes | 2021                                                                    | 7 018 (France : 68)        | - Culturel, (ii), (iii) - Bien transfrontalier avec l'Allemagne, l'Autriche, la Belgique, l'Italie, le Royaume-Uni et la Tchéquie. - 13 sites dont 1 site en France (Vichy) - Modifications mineures : 2024                                             | 46° 07′ 37″ nord, 3° 25′ 07″ est                                                                   |        |
| 1567 | Les sites funéraires et mémoriels de la Première Guerre mondiale (Front Ouest)                            | Hauts-de-France, Île-de-France, Grand Est, Bourgogne-Franche-Comté | 2023                                                                    | 879,91                     | - Culturel, (iii), (iv), (vi) - Bien transfrontalier avec la Belgique - 139 sites dont 96 sites en France | |        |
| 1321 | L'œuvre architecturale de Le Corbusier, une contribution exceptionnelle au Mouvement Moderne              | Auvergne-Rhône-Alpes, Bourgogne-Franche-Comté, Grand Est, Île-de-France, Nouvelle-Aquitaine et Provence-Alpes-Côte d'Azur                                                             | 2016                                                                    | 98,4838 (France : 31,21)   | - Culturel, (ii), (vi) - Bien transfrontalier avec l'Allemagne, l'Argentine, la Belgique, l'Inde, le Japon et la Suisse - 17 sites dont 10 en France | 48° 51′ 07″ nord, 2° 15′ 54″ est                                                                   |        |
| 1725 | Mégalithes de Carnac et des rives du Morbihan                                                             | Bretagne | 2025                                                                    | 19 598                     | - Culturel, (i), (iv) - Le bien concerne plus de 550 mégalithes, localisés dans 28 communes et répartis dans 4 aires distinctes : plateau de Carnac, presqu'île de Quiberon, confluence des rivières du Bono et d'Auray, confluence des trois rivières. | 47° 36′ 58″ nord, 3° 05′ 14″ ouest                                                                 |        |
| 80   | Mont-Saint-Michel et sa baie                                                                              | Bretagne et Normandie | 1979                                                                    | 6 560                      | - Culturel, (i), (iii), (vi) - 2 sites dont le moulin de Moidrey - Modifications mineures : 2007, 2018 | 48° 38′ 08″ nord, 1° 30′ 38″ ouest                                                                 |        |
| 1635 | Nice, la ville de la villégiature d'hiver de riviera                                                      | Provence-Alpes-Côte d'Azur | 2021                                                                    | 522                        | - Culturel, (ii) | 43° 42′ 06,1″ nord, 7° 16′ 20,3″ est                                                               |        |
| 160  | Palais et parc de Fontainebleau                                                                           | Île-de-France | 1981                                                                    | 144                        | - Culturel, (ii), (vi) - Modifications mineures : 2025 | 48° 24′ 07″ nord, 2° 41′ 53″ est                                                                   |        |
| 83   | Palais et parc de Versailles                                                                              | Île-de-France | 1979                                                                    | 1 070                      | - Culturel, (i), (ii), (vi) - Modifications mineures : 2007 | 48° 48′ 18″ nord, 2° 07′ 10″ est                                                                   |        |
| 600  | Paris, rives de la Seine                                                                                  | Île-de-France | 1991                                                                    | 531                        | - Culturel, (i), (ii), (iv) - Modifications mineures : 2024 | 48° 51′ 30″ nord, 2° 17′ 39″ est                                                                   |        |
| 1317 | Pitons, cirques et remparts de l'île de La Réunion                                                        | La Réunion | 2010                                                                    | 105 838                    | - Naturel, (vii), (x) | 21° 05′ 58″ sud, 55° 28′ 48″ est                                                                   |        |
| 229  | Places Stanislas, de la Carrière et d'Alliance à Nancy                                                    | Grand Est | 1983                                                                    | 7                          | - Culturel, (i), (iv) - Modifications mineures : 2016 | 48° 41′ 37″ nord, 6° 10′ 59″ est                                                                   |        |
| 344  | Pont du Gard                                                                                              | Occitanie | 1985                                                                    | 0,3257                     | - Culturel, (i), (iii), (iv) - Modifications mineures : 2007 | 43° 56′ 50″ nord, 4° 32′ 07″ est                                                                   |        |
| 873  | Provins, ville de foire médiévale                                                                         | Île-de-France | 2001                                                                    | 108                        | - Culturel, (ii), (iv) | 48° 33′ 35″ nord, 3° 17′ 56″ est                                                                   |        |
| 773  | Pyrénées-Mont Perdu                                                                                       | Occitanie | 1997, 1999                                                              | 30 639                     | - Mixte, (iii), (iv), (v), (vii), (viii) - Site transfrontalier avec l'Espagne | 42° 41′ 07″ nord, 0° 00′ 02″ est                                                                   |        |
| 872  | Site historique de Lyon                                                                                   | Auvergne-Rhône-Alpes | 1998                                                                    | 427                        | - Culturel, (ii), (iv) | 45° 46′ 02″ nord, 4° 50′ 00″ est                                                                   |        |
| 1363 | Sites palafittiques préhistoriques autour des Alpes                                                       | Bourgogne-Franche-Comté, Auvergne-Rhône-Alpes | 2011                                                                    | 274,2 (France : 78,26)     | - Culturel, (iv), (v) - Bien transfrontalier avec l'Allemagne, l'Autriche, l'Italie, la Slovénie et la Suisse. - 111 sites dont 11 sites en France | 47° 16′ 42″ nord, 8° 12′ 27″ est                                                                   |        |
| 85   | Sites préhistoriques et grottes ornées de la vallée de la Vézère                                          | Nouvelle-Aquitaine | 1979                                                                    | 105,733                    | - Culturel, (i), (iii) - 15 sites (dont l'abri de Cro-Magnon et la grotte de Lascaux) - Modifications mineures : 2023 | 45° 03′ 27″ nord, 1° 10′ 12″ est                                                                   |        |
| 495  | Strasbourg : de la Grande-île à la Neustadt, une scène urbaine européenne                                 | Grand Est | 1988 (Grande-île), 2017 (Neustadt)                                      | 183                        | - Culturel, (i), (ii), (iv) | 48° 34′ 55″ nord, 7° 44′ 48″ est                                                                   |        |
| 1529 | Taputapuātea                                                                                              | Polynésie française | 2017                                                                    | 2 124                      | - Culturel, (iii), (iv), (vi) | 16° 49′ 59″ sud, 151° 21′ 00″ ouest                                                                |        |
| 1707 | Te Henua Enata – Les îles Marquises                                                                       | Polynésie française | 2024                                                                    | 345 749                    | - Mixte, (iii), (vi), (vii), (ix), (x) - 7 sites | 7° 58′ 12″ sud, 140° 38′ 46″ ouest                                                                 |        |
| 1603 | Terres et mers australes françaises                                                                       | Terres australes et antarctiques françaises | 2019                                                                    | 166 267 100                | - Naturel, (vii), (ix), (x) - 3 sites - Modifications mineures : 2023 | 49° 04′ 56″ sud, 69° 20′ 43″ est                                                                   |        |
| 163  | Théâtre antique et ses abords et « Arc de Triomphe » d'Orange                                             | Provence-Alpes-Côte d'Azur | 1981                                                                    | 9,45                       | - Culturel, (iii), (vi) - Modifications mineures : 2007 | 44° 08′ 09″ nord, 4° 48′ 30″ est                                                                   |        |
| 933  | Val de Loire entre Sully-sur-Loire et Chalonnes                                                           | Centre-Val de Loire, Pays de la Loire | 2000                                                                    | 86 021                     | - Culturel, (i), (ii), (iv) - Modifications mineures : 2017 (Château de Chenonceau) | 47° 23′ 56″ nord, 0° 42′ 10″ est                                                                   |        |
| 345  | Ville fortifiée historique de Carcassonne                                                                 | Occitanie | 1997                                                                    | 11                         | - Culturel, (ii), (iv) | 43° 12′ 38″ nord, 2° 21′ 32″ est                                                                   |        |
| 1657 | Volcans et forêts de la Montagne Pelée et des pitons du nord de la Martinique                             | Martinique | 2023                                                                    | 13 980                     | - Naturel, (viii), (x) - 2 sites | 14° 45′ 47″ nord, 61° 04′ 23″ ouest                                                                |        |

### Liste indicative
Les 32 biens listés dans le tableau suivant sont inscrits sur la liste indicative de la France après la session de 2025.
| Site | Régions                                          | Type                             | Date | UNESCO | Notes | Coordonnées                        | Illus. |
| --- | ------------------------------------------------ | -------------------------------- | ---- | ------ | --- | ---------------------------------- | ------ |
| Ancienne chocolaterie Menier à Noisiel                                                                                    | Île-de-France                                    | Culturel                         | 2002 | 1664   | | 48° 51′ 25″ nord, 2° 37′ 23″ est   |        |
| Arsenal de Rochefort et fortifications de l'estuaire de la Charente                                                       | Nouvelle-Aquitaine                               | Culturel                         | 2002 | 1668   | | 45° 56′ 24″ nord, 0° 57′ 22″ ouest |        |
| Bouches de Bonifacio | Corse                                            | Naturel (vii), (viii), (ix), (x) | 2002 | 1649   | | 41° 18′ 43″ nord, 9° 12′ 47″ est   |        |
| Cathédrale de Saint-Denis                                                                                                 | Île-de-France                                    | Culturel (i), (ii), (iv)         | 1996 | 230    | | 48° 56′ 10″ nord, 2° 21′ 36″ est   |        |
| Centre ancien de Sarlat                                                                                                   | Nouvelle-Aquitaine                               | Culturel (v), (vi)               | 2002 | 1667   | | 44° 53′ 35″ nord, 1° 12′ 54″ est   |        |
| Château de Vaux-le-Vicomte                                                                                                | Île-de-France                                    | Culturel (i), (ii), (iv)         | 1996 | 233    | | 48° 33′ 58″ nord, 2° 42′ 50″ est   |        |
| Cité de Carcassonne et ses châteaux sentinelles de montagne (extension du bien Ville historique fortifiée de Carcassonne) | Occitanie                                        | Culturel (ii), (iv)              | 2017 | 6245   | Candidat pour une inscription en 2026 Avec les châteaux d'Aguilar, de Lastours, de Montségur, de Peyrepertuse, de Puilaurens, de Quéribus et de Termes.                                                        |                                    |        |
| Enclos paroissiaux du Finistère                                                                                           | Bretagne                                         | Culturel (ii), (iii)             | 2024 | 6755   | Candidat pour une inscription en 2028 31 sites situés en nord Finistère |                                    |        |
| Ensemble de grottes à concrétions du sud de la France                                                                     | Auvergne-Rhône-Alpes, Occitanie                  | Naturel (vii), (viii), (ix)      | 2000 | 1429   | 19 sites, majoritairement dans la Montagne Noire | 43° 20′ 35″ nord, 2° 24′ 50″ est   |        |
| Le Hangar Y à Meudon | Île-de-France                                    | Culturel                         | 2002 | 1663   | | 48° 47′ 53″ nord, 2° 13′ 59″ est   |        |
| La Camargue | Provence-Alpes-Côte d'Azur                       | Naturel (vii), (x)               | 2002 | 1432   | | 43° 33′ nord, 4° 33′ est           |        |
| Le Charolais-Brionnais, paysage culturel de l'élevage bovin                                                               | Bourgogne-Franche-Comté                          | Culturel (iii), (v)              | 2018 | 6314   | | 46° 11′ 33″ nord, 4° 06′ 45″ est   |        |
| Le chemin de fer de Cerdagne                                                                                              | Occitanie                                        | Culturel (iv)                    | 2002 | 1661   | | 42° 29′ 53″ nord, 2° 05′ 13″ est   |        |
| Domaine de Fontainebleau : château, jardins, parc et forêt                                                                | Île-de-France                                    | Culturel (ii), (iv), (vi)        | 2020 | 6493   | En extension du bien « palais et parc de Fontainebleau » | 48° 24′ 07″ nord, 2° 41′ 53″ est   |        |
| Le rivage méditerranéen des Pyrénées                                                                                      | Occitanie                                        | Mixte                            | 2002 | 1655   | | 42° 30′ 58″ nord, 3° 08′ 13″ est   |        |
| Les Alpes de la Méditerranée                                                                                              | Provence-Alpes-Côte d'Azur                       | Naturel (viii)                   | 2017 | 6178   | Site transfrontalier avec l'Italie et Monaco. 8 zones en France : Mercantour-Argentera, Daluis, Marguareis-Toraggio, Peïra-Cava, Ours-Grammando, Cap Ferrat-Canyon de la Roya, Grande Corniche, Peille.        | 44° 10′ 01″ nord, 7° 04′ 59″ est   |        |
| Les plages du débarquement, Normandie, 1944                                                                               | Normandie                                        | Culturel (iv), (vi)              | 2014 | 5883   | Candidat pour une inscription en 2026 9 sites : Utah Beach, Pointe du Hoc, Omaha Beach, Batterie de Longues, Port artificiel Winston Churchill, Gold Beach, Juno Beach, Sword Beach et vestiges subaquatiques. | 49° 20′ 28″ nord, 0° 32′ 31″ ouest |        |
| Les témoignages matériels de la construction de l'État des Pyrénées : la Co-principauté d'Andorre                         | Occitanie                                        | Culturel (iii), (iv)             | 2021 | 6504   | Site transfrontalier avec Andorre et l'Espagne. 1 site en France : le château de Foix. | 42° 57′ 56″ nord, 1° 36′ 18″ est   |        |
| Les villes antiques de la Narbonnaise et leur territoire : Nîmes, Arles, Glanum, aqueducs, via Domitia                    | Occitanie, Provence-Alpes-Côte d'Azur            | Culturel (ii), (iii), (iv), (v)  | 2002 | 1658   | | 43° 46′ 26″ nord, 4° 49′ 59″ est   |        |
| Les villes bastionnées des Pays-Bas du nord-ouest de l'Europe                                                             | Grand Est, Hauts-de-France                       | Culturel                         | 1996 | 234    | Site transfrontalier avec la Belgique et les Pays-Bas. | 50° 38′ 28″ nord, 3° 02′ 38″ est   |        |
| Marais salants de Guérande                                                                                                | Pays de la Loire                                 | Mixte                            | 2002 | 1653   | | 47° 17′ 46″ nord, 2° 27′ 14″ ouest |        |
| Massif du Mont-Blanc | Auvergne-Rhône-Alpes                             | Mixte                            | 2000 | 1431   | | 45° 49′ 59″ nord, 6° 51′ 50″ est   |        |
| Metz Royale et Impériale, enjeux de pouvoir, confrontations stylistiques et identité urbaine                              | Grand Est                                        | Culturel (i), (ii), (iv)         | 2014 | 5882   | Repartissement en deux secteurs | 49° 13′ nord, 5° 20′ est           |        |
| Montagne Sainte-Victoire et sites cézaniens                                                                               | Provence-Alpes-Côte d'Azur                       | Mixte                            | 1996 | 242    | | 43° 32′ 20″ nord, 5° 38′ 42″ est   |        |
| L'observatoire du pic du Midi de Bigorre, pionnier en haute montagne                                                      | Occitanie                                        | Culturel (ii), (iii), (iv)       | 2022 | 6622   | Candidat pour une inscription en 2027 | 42° 56′ 10″ nord, 0° 08′ 35″ est   |        |
| Office national d'études et de recherches aérospatiales                                                                   | Île-de-France                                    | Culturel                         | 2002 | 1662   | | 48° 48′ 07″ nord, 2° 14′ 13″ est   |        |
| Parc national de Port-Cros                                                                                                | Provence-Alpes-Côte d'Azur                       | Naturel (vii), (x)               | 2002 | 1652   | | 43° 00′ 14″ nord, 6° 23′ 42″ est   |        |
| Parc national de la Vanoise                                                                                               | Auvergne-Rhône-Alpes                             | Mixte                            | 2000 | 1430   | | 45° 19′ 59″ nord, 6° 49′ 59″ est   |        |
| Parc national des Écrins                                                                                                  | Provence-Alpes-Côte d'Azur, Auvergne-Rhône-Alpes | Mixte                            | 2002 | 1651   | | 44° 49′ 59″ nord, 6° 15′ 00″ est   |        |
| Rade de Marseille | Provence-Alpes-Côte d'Azur                       | Culturel (ii), (iv), (v), (vi)   | 2002 | 1657   | | 43° 17′ 46″ nord, 5° 22′ 12″ est   |        |
| Rouen : ensemble urbain à pans de bois, cathédrale, église Saint-Ouen, église Saint-Maclou                                | Normandie                                        | Culturel                         | 1996 | 231    | | 49° 26′ 24″ nord, 1° 05′ 42″ est   |        |
| Saint-Honorat, île monastique de l'archipel de Lérins à Cannes                                                            | Provence-Alpes-Côte d'Azur                       | Culturel (v), (vi)               | 2022 | 6618   | | 43° 30′ 25″ N, 7° 02′ 49″ E        |        |

### Sites candidats à une inscription
Plusieurs sites français sont ouvertement candidats à une inscription sur la liste du Patrimoine mondial. Les sites naturels et culturels qu'un État souhaite faire inscrire sur la liste du patrimoine mondial doivent être inventoriés et présentés à l'UNESCO sur ce qui est appelé la Liste indicative.

#### Sites de la liste indicative
Parmi eux, plusieurs sites sont déjà inscrits sur la liste indicative précédemment présentée. Dans ces cas précis sont mis en place une instance de préparation du dossier de candidature, et généralement un comité de soutien à celle-ci.

#### Sites visant une inscription sur la liste indicative
D'autres sont candidats à une inscription sur la liste indicative française. Cette première reconnaissance nationale est en effet incontournable, car « le Comité du patrimoine mondial ne peut étudier une proposition d'inscription sur la Liste du patrimoine mondial si le bien considéré ne figure pas déjà sur la Liste indicative de l'État partie ». Les dossiers candidats doivent donc dans un premier temps être adressés aux ministères français de la culture (biens culturels et mixtes) ou/et de la transition écologique et solidaire (biens naturels et mixtes) qui décideront de l'acceptation sur liste indicative ou non.
La liste suivante énumère de façon non exhaustive les sites ayant lancé une démarche visant à leur inscription sur la liste indicative française dans la perspective d'une soumission de leur dossier par la France au Comité du patrimoine mondial.
- Cannes : Boulevard de la Croisette et îles de Lérins (Provence-Alpes-Côte d'Azur)[11],[12].
- Jardins et maison de Claude Monet à Giverny (Normandie)[13].
- Le Mans et son enceinte gallo-romaine (Pays de la Loire)[14].
- Marais poitevin (Nouvelle-Aquitaine et Pays de la Loire)[15].
- Passage du Gois (Pays de la Loire)[16],[17].
- Sancerre (Centre-Val de Loire)[18].
- Toulouse et ses lieux de pouvoir (Occitanie)[19],[20].
- Troyes (Grand Est)[21].
- Les clos-masures (Normandie)[22]
- Les sites clunisiens (Europe)[23]
- La gare transatlantique de Cherbourg (Normandie)[24]
- La lavande de Provence (Provence-Alpes-Côte d'Azur)[25]
- Le viaduc de Garabit et le viaduc du Viaur (Auvergne-Rhône-Alpes et Occitanie)[26]

- Les vignobles de la vallée du Rhône, entre Vienne et Valence (Auvergne-Rhône-Alpes)[27]
- La double barrière de corail de Mayotte (Département et région d'Outre-mer)[28]
- La côte de granite rose (Bretagne)[29]

## Processus d'inscription
En France, le dépôt de la candidature se fait après avis du Conseil national des biens français inscrits au patrimoine mondial. Cette instance a été créée en 2004 à l'initiative des ministères chargés respectivement de la culture et de l'écologie, responsables du suivi de la Convention. Ce comité réunit des experts de différentes disciplines en présence de l'ambassadeur, délégué de la France auprès de l'Unesco. Ce comité a pour rôle de conseiller (avis consultatif) les deux ministres dans la sélection des candidatures et de manière plus générale, dans la mise en œuvre de la Convention sur le territoire national.